# Северін Ванденьєнде
Северін Анн-Маррі Ванденьєнде (фр. Séverine Anne-Marie Vandenhende; нар. 12 січня 1974, Деші, Франція) — французька дзюдоїстка, олімпійська чемпіонка 2000 року, чемпіонка світу, призерка чемпіонатів світу та Європи.

## Спортивна кар'єра
Северін Ванденьєде народилася 12 січня 1974 року в місті Деші.
У період 1920-1992 років виступала на юніорському рівні та ставала призером чемпіонатів світу та Європи своєї вікової категорії. У 1994 році стала чемпіонкою Франції серед дорослих, та почала виступи на Кубках світу. У 1995 році представила Францію на літній Універсіаді, та стала срібною призеркою (у фіналі програла південнокорейській спортсменці Чон Сон Сук). 
Провела дуже успішний 1997 рік. Їй вдалося виграти домашній чемпіонат світу, а також стала бронзовою призеркою чемпіонату Європи. У 2000 році у фіналі чемпіонату Європи поступилася у фіналі нідерландські дзюдоїстці Геллі Вандекавейє, та стала срібною призеркою. Вдалі виступи дали можливість Северін представити Францію на Олімпійських іграх 2000 року в Сіднеї. Там вона перемогла Чон Сон Сук (Південна Корея), Софі Роберж (Канада), Селіту Шульц (США), Аню фон Рековські (Німеччина), а у фіналі китайську дзюдоїстку Лі Шуфан, та стала олімпійською чемпіонкою.
Після цієї перемоги продовжувала виступати на турнірах, однак показати вагомі результати їй не вдавалося, а згодом вона завершила свою спортивну кар'єру. Зараз працює з дітьми тренером по дзюдо.

## Виступи на Олімпіадах
| Олімпіада   | Дисципліна | Місце |
| ----------- | ---------- | ----- |
| Сідней 2000 | до 63 кг   | 1     |